# Azean Irdawaty
Azean Irdawaty (27 de febrero de 1950 - 17 de diciembre de 2013) fue una actriz y cantante de Malasia, cuya carrera abarcó 40 años.
Irdawaty comenzó su carrera como cantante en 1970, y también una carrera en el cine y la televisión como actriz.
En 2008, fue diagnosticada con cáncer. En la noche del 9 de diciembre de 2013, fue ingresada en el Centro Médico de la Universidad Malaya (UMMC) después de caer inconsciente. Azean Irdawaty murió de insuficiencia hepática, causada por cáncer, el 17 de diciembre, a los 63 años de edad, en el hospital de Kuala Lumpur, Territorios Federales. El 18 de diciembre de 2013, fue enterrada en el cementerio musulmán Bukit Kiara en Damansara, Kuala Lumpur.